# التغطية الإعلامية للصراع العربي الإسرائيلي

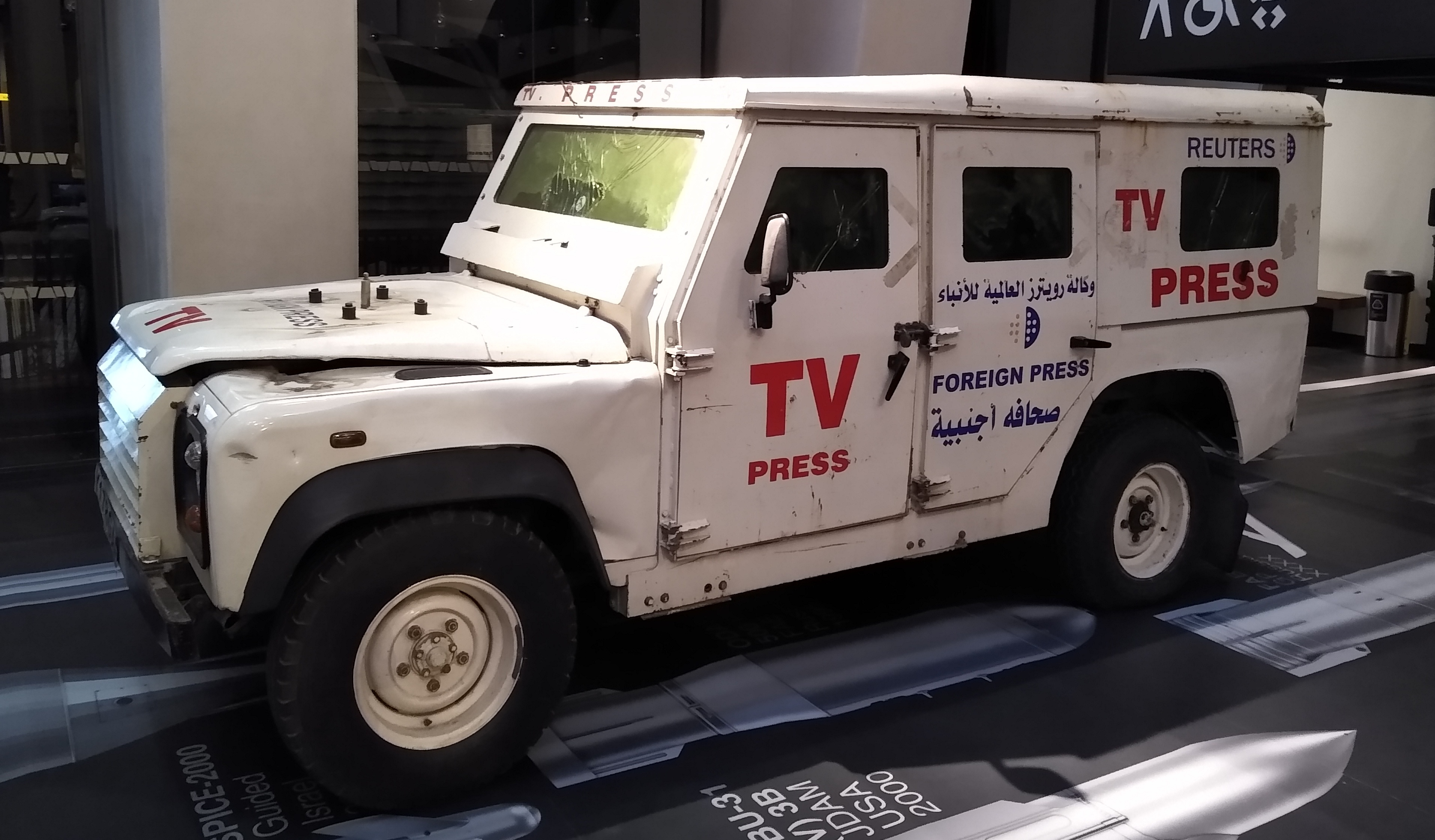

تُشير التغطية الإعلامية للصراع العربي الإسرائيلي إلى تغطية الصحفيين في وسائل الإعلام لما حصل ويحصلُ خلال الصراع العربي الإسرائيلي. حسب بعض المراقبين المستقلين فإنّ هذه التغطية متحيزة من قبل الجانبين وقد تتفاقم بسبب التأثير العدائي لوسائل الإعلام.

## أنواع التحيز

### الإلقاء
يُؤثر الإلقاء أو اختيار الكلمات في تفسير مجموعة من الأحداث. فعلى سبيل المثال لا الحصر تزخر كل لغات العالم ببعض الكلمات التي تحمل نفس المعاني لكن هذه المعاني تختلف -أو قد تتعارض- في حالة الصراعات السياسية والطائفية وما إلى ذلك؛ فهناك فرق شاسع بين فعلي مات وتوفي كما أن هناك فرق كبير بين كلمتي قُتل واستُشهد، خاصّة أن كلمة مثل القتل تثير مشاعر سلبية وتدل على العداء.
خلال الصراع الإسرائيلي–الفلسطيني نشأت وظهرت للوجود مصطلحات عدة تشرح مدى بعد هذا الصراع، فهناك وسائل إعلام تعتمد مصطلح «الأراضي المتنازع عليها» فيما تستعمل أخرى تعبير «الأراضي المحتلة». في حقيقة الأمر يعكس هذا المصطلحان مواقف مختلفة بشأن الوضع القانوني للضفة الغربية وقطاع غزة. ظهرت كذلك مصطلحات وتعابير أخرى من قبيل «السياج الأمني» و«جدار الفصل العنصري»، «التسوية» و«المتشددين» ثم «الإرهابيين». كل هذه المصطلحات تُستعمل من قِبل وسائل الإعلام لوصف نفس الكيانات الحالية في ضوء مختلف الاقتراحات السردية. وبالمثل فإنّ وصف الهجوم أو التفجير بأنه «رد فعل» أو «انتقام» يعيد قضية التغطية الإعلامية لهذا الصراع إلى الواجهة.

#### الانتقام
نشرت منظمة العدالة والدقة الأمريكية المُتخصصة في إعداد التقارير حول التغطية الإعلامية للحروب والنزاعات دراسة تفصيلية رصدت فيها استخدام مصطلح «الانتقام» في كل نشرات الأخبار الرئيسية الثلاث لشبكات أخبار إن بي سي، أي بي سي وسي بي سي وذلك في الفترة ما بين أيلول/سبتمبر 2000 حتّى 17 مارس 2002. وجدت الدراسة كذلك أن مصطلح الانتقام يُستعمل بنسبة 79% حينما يتعلق الأمر بالهجمات الإسرائيلية -أو الصهيونية- على الفلسطينيين فيما تُستعمل هذه الكلمة بنسبة 9% فقط في الإشارة لهجمات الفلسطينيين على الإسرائيليين.

#### اللغة الانفعالية
في دراسة أجرتها شبكة بي بي سي تبيّن أن هناك اختلافات كبيرة على مستوى اللغة المستخدمة من قبل الصحفيين الإسرائيليين والفلسطينيين. ووجدت الدراسة أن مصطلحات مثل «الوحشية» و«القتل الوحشي» و«القتل الجماعي»، «القتل الوحشي بدم بارد» و«الإعدام» ثم «الذبح» كلها مصطلحات تُستخدم لوصف موت الإسرائيليين في حين لا تُستخدَم خلال موت الفلسطينيين. بالنسبة للصحافة الإسرائيلية والصحافة الأمريكية على حد سواء- فهي عادة ما تستعمل كلمة «إرهابي» لوصف الفلسطينيين في حين لا تستعملها حينما يتعلق الأمر بالإسرائيليين؛ فعلى سبيل المثال لا الحصر حاولَ مجموعة من الشباب الصهاينة والإسرائيليين تفجير مدرسة فلسطينية فأشارت لهم معظم -إن لم يكن كل- وسائل الإعلام الأجنبية باسم «المتطرفين» في حين تفادت وصفهم «بالإرهابيين».

### الإغفال
في سياق وسائل الإعلام؛ يُشير مصطلح الإغفال إلى عدم إدراج معلومات محدّدة. في حقيقة الأمر تلجأ معظم الصحف والقنوات الإعلامية -باستثناء تلك المستقلة- إلى الانتقائية خلال إدراج المعلومات في مقالاتها أو تقاريرها من خلال حذف معلومات قد تشوه عرض الأحداث لصالح جانب واحد. في سياق الصراع الإسرائيلي–الفلسطيني؛ هناك الكثير من الانتقائية التي تمارسها وسائل الإعلام -خاصة الإسرائيلية منها- خلال عرض الأحداث:
- مقال يذكر هجوم انتحاري في «إسرائيل» وفي نفس الوقت يُشير إلى هجوم انتحاري آخر قام به إسرائيلي في الضفة الغربية
- نفس المقال يُشير إلى الهجوم الانتحاري الفلسطيني لا غير
- نفس المقال يذكر الهجوم الإسرائيلي وفقط

في دراسة أجريت عام 2001؛ تبيّن أنّ 4% فقط من وسائل الإعلام الأمريكية ذكرت أن هناك احتلال إسرائيلي لفلسطين. وفي تحديث جديد للدراسة؛ وُجد أن 2% فقط من وسائل الإعلام الأمريكية تذكر أن إسرائيل قامت فعليا باحتلال فلسطين. لقد عمل الكثير من مخرجي الأفلام وصُنّاعها على توثيق هذا الأمر عام 2001 من خلال فيلمين وثائقيين بعنوان دعاية السلام والأرض الموعودة.
حسبّ لجنة متابعة الدقة في تقارير الشرق الأوسط في أمريكا فإن وسائل إعلام هذه المنطقة ترتكب بعض الأخطاء من خلال إغفال الحديث عن أمور مهمة مما يتسبب في تضليل القراء كما تقوم وسائل إعلام أخرى باستخدام معلومات غير صحيحة. بالنسبة للجنة متابعة الدّقة في التقارير فهي عادة ما تعتمدُ على طرح الأسئلة التالية خلال تقييمها لتقرير مُعيّن: هل الإبلاغ عن جانب واحد أمر غير متوازن؟ وهل هناك معلومات ناقصة أو انتقائية في عرض الحدث؟ في المقابل هناك وكالة مراقبة الإعلام الفلسطيني والتي تعتمد بدورها على طرح الأسئلة التالية: كم من المرات تم ذكر تقارير الأمم المتحدة/النتائج/القرارات المذكورة؟ كم من المرات تمّ ذكر تقارير حقوق الإنسان/النتائج/البيانات المذكورة؟ هل القصة تصف ردود الفعل الفلسطينية/وهل تصف أعمال العنف؟ وهل تصف القصة ردود فعل مسؤولي إسرائيل؟

### عدم التحقق
تتطلب أخلاقيات ومعايير العمل الصحفي التحقق من دقة المعلومات في التقرير وتمحيص الحقائق وهذا ما يُميز طبعًا الصحافة عن وسائط الاتصال الأخرى مثل الدعاية ووسائل الترفيه. يتمثل عدم التحقق من المعلومات في نشر أخبار غير موثوق منها أو دون التأكد من مصدرها ومما إذا كان مستقلا أم لا. في سياق القضية الفلسطينية تَعمد وسائل الإعلام على إظهار الطرف المهاجم على أنه «إرهابي» و«غير إنساني» فمثلا:
- في وقت مبكر من مجزرة جنين؛ ذكرت تقارير إعلامية أن إسرائيل قد «ذبحت» المئات من المدنيين الفلسطينيين.[9][10][11] حسب التحقيقات التي أجرتها الأمم المتحدة وهيومن رايتس ووتش (منظمة غير حكومية ومستقلة) فإن عدد إجمالي القتلى الفلسطينيين قد بلغ 52 (في حين بلغت تقديرات القتلى من المدنيين ما بين 22 حتى 26) وهذا ما يتناقض مع ما وصفته وسائل الإعلام العربية في البداية بخصوص المجزرة.[12][13][14][15][16]
- أطلقت حركة الجهاد الإسلامي في فلسطين النار على مجموعة من الأشخاص كريات أربع في تشرين الثاني/نوفمبر 2002. وصفت تقارير وسائل الإعلام الغربية بأن حركة الجهاد استهدفت خلال الهجوم جماعة «المصلين»، مما أدى إلى إدانات دولية في حقّ الحركة.[17][18] تبين فيما بعد حسب صحيفة جيروزاليم بوست الإسرائيلية على فكرة أنّ الجهاد الإسلامي قد فتحت النار على قوات الأمن التي كانت تعمل على حماية المصلين اليهود أمّا صحيفة هآرتس الإسرائيلية كذلك فقد ذكرت أنّ اثني عشر من القتلى ينتمون إلى الجيش الإسرائيلي وشرطة الحدود الإسرائيلية أو حتّى قوات أمن الخليل.[19][20]

ذكرت بعض التقارير أن العديد من وسائل الإعلام قد خصصت مبالغ ضخمة للحديث عن حكايات المؤامرات والقتل الجماعي، المقابر الجماعية وجرائم الحرب في حق الإسرائيليين لإظهار حركات المقاومة في فلسطين في مظهر المهاجم والمُعتدي.

### الانتقائية في التقارير
يُقصد بالانتقائية في التقارير تكريس المزيد من الموارد مثل المقالات الإخبارية أو البرامج التلفزيونية بحيث يتم تغطية القصة من جانب واحد، كما يُقصد بها في بعض الأحيان منح طرف الكثير من الوقت على حساب الآخر أو تقديم معاملة تفضيلية لطرف واحد وبالتالي تقديم المزيد من الوزن والمصداقية لموقف ذاك الجانب. في سياق الصراع الإسرائيلي–الفلسطيني فإنّ وسائل الإعلام في الولايات المتحدة تُحاول قدر الإمكان التقليل من العنف ضد الفلسطينيين وبحسب الإذاعة الوطنية العامة فإن وسائل الإعلام الغربية تُركز على الإصابات الإسرائيلية في الصراع العربي–الإسرائيلي أكثر من الضحايا الفلسطينيين أنفسهم.

### الإغفال
يتشابه مصلطح الإغفال مع مصطلح الانتقاء وذلك من خلال حذف المعلومات الأساسية لفهم القرار أو الإجراء أو الحدث الأساسي أو تعمّد عدم شرح دوافعه والأحداث الرئيسية المؤدية إليه. في سياق الصراع الإسرائيلي–الفلسطيني؛ عمدت الكثير من وسائل الإعلام إلى نهج سياسية الإغفال لتضليل الرأي العام:
- تم نشر مقال يُناقش قضية الجدار الإسرائيلي في الضفة الغربية فيما لم يتطرق هذا المقال بعينه إلى قضية التفجيرات الانتحارية خلال الانتفاضة الفلسطينية الثانية كما تفادى ذكر سبب إقدام الفلسطينيين على مثل هذه العمليات.
- تم نشر مقال آخر يتحدث عن النصر الانتخابي لحركة حماس عام 2006 وقد عمدَ المقال إلى الإغفال عن نقطة الفساد المستشري في حركة فتح والذي تسبّب بهذه الهزيمة.

في حقيقة الأمر إنّ عدم توفير سياق سليم وكامل لحدث ما يُساهم بشكل كبير في تشويه الصورة الحقيقية.

### التغطية الإعلامية والأكاديمية
إن كلاً من التغطية الإعلامية للصراع العربي الإسرائيلي من جهة، إضافة إلى النقاشات والأبحاث المتعلقة بها في الجامعات العالمية المختلفة من جهة أخرى كانت محل مراقبة وتحليل مطول، إذ تقوم منظمات مثل كامبس ووتش (Campus Watch) بمراقبة وإدانة التصرفات التي تعتبرها «معادية لإسرائيل»، بالإضافة إلى مؤسسة هازبارا (Hasbara) الإسرائيلية المصرة على التصدي للصورة الإعلامية السيئة لإسرائيل، هناك عدد كبير من المؤسسات الإعلامية الخاصة المؤيدة لإسرائيل منها كاميرا (CAMERA)، فليم (FLAME)، أونست ريبورتينغ (Honest Reporting)  بالستينيان ميديا ووتش (Palestinian Media Watch) ورابطة مكافحة الافتراء (Anti-Defamation League) ، والتي تخضع التقارير الإعلامية للتمحيص الدقيق بناء على الافتراض أن الأخبار عن إسرائيل قامت بتشويه الواقع بشكل ممنهج بهدف تحقيق المصالح الفلسطينية.
يرى إيهود باراك (Ehud Barak) أن «الفلسطينيين هم نتاج ثقافة شعبية لا ترى أي خطأ في الكذب» ، بينما يرى آخرون أن كلاً من الطرفين يكذب، لكن الفارق الأساسي هو أن العرب أكثر مهارة في هذا المجال، تم إطلاق مصطلح باليوود (Pallywood) -أي هوليوود الفلسطينية- للدلالة على أن تغطية الفلسطينيين لوقائع أزمتهم -والتي تتبع أسلوباً يدعى بـ «الواقعية الصادمة» (Traumatic Realism)- تتميز بنية واضحة للتلاعب الإعلامي، بدءاً من مقتل الطفل الفلسطيني محمد الدرة، ويبدو أن مصطلح باليوود بقي قيد الاستخدام حديثاً حتى عام 2014 حين استعملته الأطراف المؤيدة لإسرائيل لنفي المسؤولية الإسرائيلية عن مقتل الشابين الفلسطينيين في بيتونيا ، وإظهار الأمر على شكل نظرية مؤامرة غير منطقية .
على الجانب الآخر، تم تخصيص دراسات مطولة لاختبار نظرية أن الرأي العام العالمي بخصوص الصراع العربي الإسرائيلي، بالرغم من كونه «متوفراً من قبل صحف إسرائيلية للجمهور المحلي» لكنه في الوقت ذاته «معادٍ لإسرائيل».
تم القيام بعدد من المحاولات لإسكات الأصوات الناقدة للسياسة الإسرائيلية في الأراضي الفلسطينية، نذكر منهم توني جدت (Tony Judt)، نورمان فينكلشتاين (Norman Finkelstein)، جوزيف مسعد (Joseph Massad)، نادية أبو الحاج وويليام آي روبنسون (William I. Robinson) ، أدت هذه السياسات إلى إثارة الإحباط والاستنكار والشك في أن هذا الحديث بحد ذاته أصبح موضع خطر، وأن الضغوط السياسية المحيطة بالأبحاث والنقاشات حول هذا الموضوع تهدد الحرية الأكاديمية بحد ذاتها .
أشارت الدراسات الإسرائيلية الداخلية إلى أن التغطية الإعلامية المحلية لطالما كانت محافظة، فقد كانت تعكس وجهات نظر المؤسسة السياسية والعسكرية الإسرائيلية التي لطالما كانت متحيزة ومغلوطة، كما تم إيجاد توجهات مشابهة لهذا التحيز في الإعلام الفلسطيني .
في عينة مكونة من 48 تقرير إخباري تشمل مقتل 22 فلسطيني، قامت 40 جهة إسرائيلية بذكر جانب الجيش الإسرائيلي لوحده من القصة، بينما تضمنت 8 تقارير فقط ردة الفعل الفلسطينية، 8 تقارير فقط ردة الفعل الفلسطينية،  ذكرت تامار ليبس (Tamar Liebes) المديرة السابقة لمعهد الاتصالات في الجامعة العبرية (Hebrew University) أن «الصحفيين والناشرين الإسرائيليين يرون أنفسهم كممثلين يلعبون أدوارهم ضمن الحركة الصهيونية، وليس كمراقبين خارجيين ناقدين».  أدى ظهور الإنترنت وانتشاره العالمي إلى توسع دائرة الجدل. 
أدت التحريات الإلكترونية المزدهرة على شبات التواصل الاجتماعي إلى كشف مشاكل في بعض الصور المنتشرة بشكل واسع على الإنترنت لضحايا فلسطينيين، لكن هذه الشكوك التقنية تراجعت بسرعة أمام الخطاب العاطفي، أدى الجمع بين الناشطين اليهود الإسرائيليين على وسائل التواصل الاجتماعي الذين جمعوا السياسات الوطنية المتعصبة مع الاتفاقيات العالمية الإلكترونية،  إلى ادعاءات انفعالية غير منطقية، والتي ادعت أن ’الفلسطيني المخادع المحتال كان مجرد «شرط طبيعي» لا يتطلب أي إثبات’، وأن الصور المنتشرة للفلسطينيين القتلى أو المصابين كانت مزورة. 
غالباً ما يستخدم الفلسطينيون عبارات مثل «عصابة من المستوطنين» أو «قطيع من المستوطنين» للإشارة إلى المستوطنين الإسرائيليين، وهي مصطلحات تعتبر مهينة وعدائية لأن مصطلح «عصابة» يفترض أن هؤلاء الأشخاص يسلكون سلوكاً إجرامياً (إذ يعتبر الكثير من الفلسطينيين أن المستوطنين الإسرائيليين مجرمون) أما مصطلح «قطيع» فيستخدم تعبيراً حيوانياً للإشارة إلى هؤلاء الأشخاص. 
يرى جون ميرشايمر (John Mearsheimer) وستيفن والت (Stephen Walt) أن «التغطية الإعلامية الأميركية لإسرائيل تميل للانحياز بشكل كبير إلى مصلحة إسرائيل» مقارنة مع التقارير الإعلامية لباقي الدول الديمقراطية، ، مع ميل لتهميش الأصوات التي تحمل طابعاً ناقداً.
وصلت دراسة أجريت في عام 2001 إلى أن التغطية الإعلامية قامت بالتركيز على النشاطات العنيفة وردود الفعل الانفعالية الناتجة عن غضب الفلسطينيين وتقديمها بشكل يظهر الفلسطينيين وكأنهم «يحاولون اختلاق مواجهة عنيفة»، كما فشلت هذه الوسائل مراراً في إضافة أي معلومات توضح السياق العام المتصف بالاعتداءات الممنهجة التي يتعرض لها الفلسطينيون. 
ذكرت ماردا دانسكي (Marda Dunsky) أن المعطيات المأخوذة من الملاحظة الحيادية تدعم ادعاءات ميرشايمر ووالت،  استنتجت دانسكي أن التغطية الإعلامية لـ (أ) مشكلة اللاجئين، (ب) المستوطنات، (ج) الخلفية التاريخية والسياسية (والتي عادة ما يتم المرور عليها أو تجاوزها تماماً)، بالإضافة إلى (د) العنف، هذه التغطية «تعكس معالم سياسة الولايات المتحدة في منطقة الشرق الأوسط»، بخصوص كل من مساعدات الولايات المتحدة لإسرائيل والدعم المقدم لها، أما وجهة النظر القائلة بأن الإعلام الأميركي متحيز إلى جانب الفلسطينيين فقد تم الاعتراض عليها من قبل كتّاب استخدموا الدراسات التي استنتجت أن معظم وسائل الإعلام الرائجة تتسم بانحياز «ليبرالي»، وهو انتقاد موجه أيضاً إلى بعض الوسائل الإعلامية الأوروبية مثل لو موند (Le Monde) وشبكة بي بي سي (BBC). 

## أسباب التحيز

### الإكراه أو الرقابة
يُشير مصطلح الإكراه أو الرقابة إلى استخدام التهديد أو القوة لتعزيز التقارير الموالية لطرف ما ومصادرة باقي التقارير المُعارضة لذاك الطرف. في الصراع الإسرائيلي–الفلسطيني؛ يتهم كل جانب الجانب الآخر بممارسة الرقابة القسرية من أجل تضليل الرأي العام. في ذات النقطة تتهم وسائل الإعلام الإسرائيلية حركات المقاومة في فلسطين باختطاف الصحفيين الأجانب وإعاقة عملهم في حين تتهم وسائل الإعلام الفلسطينية الاحتلال الإسرائيلي بالتعتيم على وسائل الإعلام المستقلة والحيادية هذا فضلا عن مصادرة التقارير من قبل الإسرائيليين.

### التزييف أو التزوير
ينطوي التزييف أو التزوير على تحريف المقصود أو تبديله أو حتّى اختراع معلومات جديدة. بسبب شدة هذه الإجراءات التي تنتهك معايير أخلاق الصحافة فإن حالات التزوير لا يتساهل معها المدافعين عن حقوق الإنسان وعن حرية التعبير كما يُحاولون القضاء عليها في كل مرّة. في فلسطين المحتّلة لا ينتشر كثيرًا موضوع التحريف والتزوير لكن في عام 2006 أثارَ موقع هونيست ريبورتنيغ (بالإنجليزية: HonestReporting)‏ الجدل عندما علّق على الصور التي نشرتها وكالة رويترز والتي تُظهر نتيجة الدمار الذي خلفه الحرب على لبنان. ذكر موقع هونيست أن رويترز قد تعمّدت الكذب من خلال التلاعب في تلك الصور لإظهار الضرر الذي حلّ ببيروت في مظهر أسوأ بكثير من الواقع.

### التنسيب
وفقا للجنة متاعبة دقة التقارير في الشرق الأوسط فإن عددًا من وسائل الإعلام تعمد إلى نشر عناوين مغلوطة أو مثيرة أو حتى غير صحيحة وذلك للفت انتباه القارئ. المشكل هنا -حسب اللجنة طبعًا- هو عجز بعض القراء عن الدخول للمقال وقراءته بشكل كامل. في هذه الحالة تترسّخ لدى ذلك القارئ صورة نمطية حسب محتوى عنوان المقال الذي اطّلع عليه. في هذا الإطار تنصحُ اللجنة بتقديم أخبار دقيقة ومحاولة تحديد جوهر الخبر بدل اللف حوله. انتقدت اللجنة صحيفة نيويورك تايمز خلال تغطيتها للأخبار حول الصراع الإسرائيلي–الفلسطيني حيث تُركز بشكل كبير على معاناة الفلسطينيين في حين تستمر في التقليل من خسائر الإسرائيليين؛ لكن وفي المقابل ترى صحف ووكالات أخرى أن خسائر الفلسطينيين لا يُمكن مقارنتها بما يحصل للمحتلين الإسرائيليين لذلك تدعو كل وكالات الإعلام الحرّة إلى التركيز على ما يحصل للفلسطينيين من انتهاكات فظيعة في حقهم وفي حقّ أرضهم بدل التركيز على مقتل إسرائيلي مرّة في السنة أو أكثر.

### المبالغة أو الإثارة
يُقصد بالإثارة بشكل عام التركيز على تلك الأخبار المثيرة للجدل أو تلك التي تشد الانتباه. ترى العديد من الوكالات أن وسائل الإعلام باتت في الآونة الأخيرة تنشُر تقارير عن الأحداث المفزعة أو المبالغ فيها على حساب الدقة والموضوعية وذلك من أجل تحسين استماع المشاهد أو تقييمه لتلك المقالات. هذه الانتقادات والمعروفة أيضا باسم السيرك الإعلامي طالت وسائل الإعلام الفلسطينية والإسرائيلية على حد سواء والتي ردّت هي الأخرى وفسرت سبب تغيير الخط التحريري في بعض الأحيان.
يعتقد موقع هونيست ريبورتينغ أن وسائل الإعلام باتت تعتمدُ بحكم الأمر الواقع على نمط في الكتابة يُعرف باسم ستيل بوك (بالإنجليزية: stylebook)‏ وذلك من خلال التركيز بكثافة على المواضيع المهمة مثل العمليات العسكرية الإسرائيلية في فلسطين. جدير بالذكر هنا أنّ لجنة مراقبة دقة التقارير في الشرق الأوسط قد انتقدت في مرات عدّة صحيفة هآرتس بسبب استخدامه لعنواين مثيرة.

### الصحفيون المتحيزون
يمكن للصحفيين -بشكل مقصود أو غير مقصود- أن يحوروا التقارير الإخبارية نتيجة للأيديولوجية السياسية، الانتماء الوطني، معاداة السامية، معاداة العرب أو الإسلاموفوبيا.
ذكر ريتشارد فولك (Richard Falk) مبعوث الأمم المتحدة الخاص بحقوق الإنسان في الأراضي الفلسطينية أنه وفي ظل الصورة المحورة إعلامياً للشرق الأوسط، كثيراً ما يتم توجيه تهمة التحيز إلى من ينقلون الأخبار بشكل أمين ودقيق بينما يتم اعتبار التحيز إلى الجانب الإسرائيلي أمراً شائعاً ومقبولاً، صرح فولك أنه وبسبب غياب التغطية الإعلامية الكافية لانتهاكات القانون الدولي من قبل إسرائيل، فإن «المجتمع الأميركي ليس على علم بسلوك إسرائيل العدائي والظلم الذي يتعرض له الشعب الفلسطيني» وهذا يخلق نوعاً من عدم التوازن.
نسبت لجنة متابعة الدقة في تقارير الشرق الأوسط في أمريكا (CAMERA) التغطية الإعلامية المتحيزة من قبل الصحفية ومقدمة البرامج كريستين أمان بور (Cristiane Amanpour) إلى أيديولوجيتها السياسية،  كما يرى الصحفي والمحرر إيرا ستول (Ira Stoll) من صحيفة نيو يورك سان (New York Sun) وسابقاً صحيفة جيروسلم بوست (Jerusalem Post) أن سبب التحيز المزعوم من قبل وسائل الإعلام ضد إسرائيل يعود بشكل جزئي إلى المراسلين من أصول يهودية.

## الحوادث الجدلية
في محاولة لإثبات الادعاءات القائلة بأن الإعلام يفضل الطرف الآخر، يقوم المشاركون في النزاع من كلا الطرفين بشكل متكرر بالرجوع إلى بعض الأمثلة الواضحة من التقارير الإعلامية المتحيزة والمثيرة للجدل، في هذا القسم سنذكر بعض حوادث النقل الإخباري الجدلي التي تستخدم بشكل متكرر إما من قبل الإسرائيليين والموالين لإسرائيل فقط، أو من قبل الفلسطينيين والموالين للقضية الفلسطينية فقط، أو من قبل الطرفين على حد سواء، تم ترتيب الأحداث بشكل زمني تبعاً لتاريخ وقوع الحدث، وتم ترتيب الأحداث بشكل أبجدي تبعاً للأماكن في حال تشارك أكثر من حدث بتاريخ زمني واحد.

### قضية محمد الدرة
في الثلاثين من أيلول سبتمبر عام 2000، تم إطلاق النار على الطفل الفلسطيني محمد الدرة البالغ من العمر 11 إلى 12 عاماً على خط النار الفلسطيني الإسرائيلي على تقاطع نتساريم (Netzarim)،  ذكرت فرانس 2 (France 2) التي صورت الخبر أن إسرائيل قامت بإطلاق النار على الطفل مما تسبب في مقتله،  بعد إجراء تحقيق داخلي رسمي، اعترف الجيش الإسرائيلي بأنه كان هو المسؤول على الأغلب وتقدم باعتذار عن الحادث،  بعد ذلك أصبح محمد الدرة رمزاً للانتفاضة الفلسطينية الثانية.
اقترحت التحقيقات الخارجية أن الجيش الإسرائيلي لا يمكن أن يكون المسؤول عن إطلاق النار على الطفل، وأن التسجيل المصور قد يكون مفبركاً  في عام 2001 وبعد إجراء تحقيق غير عسكري من قبل اللواء الإسرائيلي يوم توف ساميا (Yom Tov Samia) المسؤول عن المنطقة الجنوبية، قام مستشار رئيس الوزراء الإسرائيلي للشؤون الخارجية الدكتور رانان غيسين (Ra’anan Gissin) بالإضافة إلى دانييل سيمان (Daniel Seaman) من المكتب الإعلامي للحكومة الإسرائيلية (GPO) بتحدي الدقة الإعلامية لتقرير فرانس 2 بشكل علني.
في عام 2005 قام رئيس وكالة الأمن القومي الإسرائيلي اللواء جيورا إيلياند (Giora Eliand) بسحب الاعتراف الإسرائيلي الرسمي المبدئي بالمسؤولية عن مقتل محمد الدرة،  أما الجيش الإسرائيلي فلم يقم بفتح التحقيق العسكري الرسمي في الحادث حتى عام 2007 خوفاً من ردة الفعل الغاضبة والصورة العامة السيئة،  في الأول من تشرين الأول أكتوبر من عام 2007 قامت إسرائيل رسمياً بإنكار المسؤولية عن إطلاق النار وادعت أن فيديو فرانس 2 مفبرك  مما أثار غضب والد الطفل.
لكن وفي عام 2012 تمت محاكمة الدكتور ديفيد يهوا (David Yehudah) من قبل والد الدرة، ثم تمت تبرئته في محكمة فرنسية.
تمت تسوية قضية التشهير الفرنسية في السادس والعشرين من حزيران يونيو عام 2013 من قبل محكمة النقض الفرنسية، تمت إدانة فيليب كارسينتي (Philippe Karsenty) بتهمة التشهير وتغريمه بمبلغ 7 آلاف يورو،  تم رفض رواية كارسينتي القائلة بأن مقتل محمد الدرة كان مدبراً، ذلك كان القرار النهائي للمحكمة الفرنسية.